# العلاقات الإماراتية السيشلية
العلاقات الإماراتية السيشلية هي العلاقات الثنائية التي تجمع بين الإمارات العربية المتحدة وسيشل.

## مقارنة بين البلدين
هذه مقارنة عامة ومرجعية للدولتين:
| وجه المقارنة                                              | الإمارات العربية المتحدة | سيشل                                                |
| --------------------------------------------------------- | ------------------------ | --------------------------------------------------- |
| المساحة (كم2)                                             | 83.60 ألف                | 459                                                 |
| عدد السكان (نسمة)                                         | 9.40 مليون               | 95.84 ألف                                           |
| الكثافة السكانية (ن./كم²)                                 | 112.44                   | 20.88 ألف                                           |
| العاصمة                                                   | أبو ظبي                  | فيكتوريا                                            |
| اللغة الرسمية                                             | اللغة العربية            | لغة فرنسية، لغة إنجليزية، اللغة الكريولية السيشيلية |
| العملة                                                    | درهم إماراتي             | روبية سيشلية                                        |
| الناتج المحلي الإجمالي (بليون دولار)                      | 382.58 مليار             | 1.49 مليار                                          |
| الناتج المحلي الإجمالي (تعادل القوة الشرائية) بليون دولار | 640.72 مليار             | 2.54 مليار                                          |
| الناتج المحلي الإجمالي الاسمي للفرد دولار أمريكي          | 40.44 ألف                | 15.48 ألف                                           |
| الناتج المحلي الإجمالي للفرد دولار أمريكي                 | 67.67 ألف                | 26.42 ألف                                           |
| مؤشر التنمية البشرية                                      | 0.835                    | 0.772                                               |
| رمز المكالمات الدولي                                      | +971                     | +248                                                |
| رمز الإنترنت                                              | .ae، .امارات             | .sc                                                 |
| المنطقة الزمنية                                           | ت ع م+04:00              | ت ع م+04:00                                         |

## منظمات دولية مشتركة
يشترك البلدان في عضوية مجموعة من المنظمات الدولية، منها:
| علم المنظمة | اسم المنظمة                               | تاريخ انضمام الإمارات العربية المتحدة | تاريخ انضمام سيشل |
| ----------- | ----------------------------------------- | ------------------------------------- | ----------------- |
|             | يونسكو                                    | 20 أبريل 1972                         | 18 أكتوبر 1976    |
|             | وكالة ضمان الاستثمار متعدد الأطراف        | 20 أكتوبر 1993                        | 15 سبتمبر 1992    |
|             | الأمم المتحدة                             | 9 ديسمبر 1971                         | 21 سبتمبر 1976    |
|             | الفريق المعني برصد الأرض                  | ?                                     | ?                 |
|             | الاتحاد البريدي العالمي                   | ?                                     | ?                 |
|             | البنك الدولي للإنشاء والتعمير             | 22 سبتمبر 1972                        | 29 سبتمبر 1980    |
|             | الاتحاد الدولي للاتصالات                  | 27 يونيو 1972                         | 17 سبتمبر 1999    |
|             | منظمة حظر الأسلحة الكيميائية              | ?                                     | 29 أبريل 1997     |
|             | مؤسسة التمويل الدولية                     | 30 سبتمبر 1977                        | 11 يونيو 1981     |
|             | المركز الدولي لتسوية المنازعات الاستشارية | 22 يناير 1982                         | 19 أبريل 1978     |
|             | منظمة الشرطة الجنائية الدولية             | ?                                     | 1 سبتمبر 1977     |
|             | البنك الإفريقي للتنمية                    | ?                                     | ?                 |

## وصلات خارجية
- موقع وزارة الخارجية الإماراتية
- موقع وزارة الخارجية السيشلية